# Denmark (artiste)
Pour les articles homonymes, voir Denmark.
Denmark (nom d’artiste de Marc Robbroeckx), né à Wilrijk (Anvers) le 8 juillet 1950, est un plasticien belge connu également pour ses installations. Ses œuvres, qui constituent de véritables archives plastiques, visent à remettre en question la production massive de papier imprimé dans le paysage médiatique, la surcharge d'information. Il vit et travaille à Prouvy, en Province de Luxembourg. Son pseudonyme provient de l'ajout d'un article au prénom : den Mark

## Biographie
Autodidacte en tant qu’artiste, Denmark termine en 1972 une licence en histoire de l’art et archéologie à l’Université de Gand. Déjà au cours de ses études il entreprend de raturer les textes de ses manuels. Il s’adonne ensuite au découpage et au déchirage de livres, journaux et périodiques qu’il entend réassembler par collage. Dans la foulée de l’art conceptuel [1], la Documenta 6 s’ouvre en 1977 sous le signe de la fin de l’Avant-garde et de la critique des médias. C’est le tranchage de journaux que couronne, en 1977, ce lauréat du Prix de la Jeune Peinture Belge au Palais des Beaux-Arts de Bruxelles. Un an plus tard, l’Internationaal Cultureel Centrum (ICC) d’Anvers l’accueille pour une première exposition personnelle, suivi par la galerie bruxelloise MTL.
Si galeries et musées lui consacrent, en Belgique comme à l’étranger, d’autres expositions personnelles, elles impliquent aussi désormais les bibliothèques. Celle du Van Abbemuseum à Eindhoven lui ouvre ses portes, en 1979, avant la Lesehalle du Wallraf-Richartz-Museum de Cologne et la Bibliothèque municipale de Stuttgart, au Wilhelmspalais, en 1983. Enfin, l’exposition collective Livres d’artistes présente, à Paris, en 1985, une œuvre de Denmark à la B.P.I. du Centre Pompidou. Un ensemble de ses installations consacrées aux archives est offert au public, la même année au Musée d’Art Moderne de Liège, avant celui du Neues Museum Weserburg à Brême, en 1994, et l’exposition du MUHKA à Anvers, en 1995. On y retrouvait entre autres des séries complètes de revues d’art, réduites par pliage feuille à feuille au plus petit format possible, et des volumes du Moniteur belge, cerclés par des feuillards et disposés en une longue suite de rayonnages.
En 1997, il montre à la Villa Zanders, la Galerie municipale de Bergisch Gladbach, une exposition rétrospective intitulée Eine Werkübersicht. De nombreux conteneurs roulants chargés d’archives peuplent les salles du Musée royal de Mariemont à Morlanwelz, en 2005, les espaces du FelixArchief, en 2009, à Anvers, puis, en 2010, le Van Abbemuseum à Eindhoven, sous le titre Play Van Abbe, Deel 3. Le M-Museum de Louvain en a accueilli une suite en 2012.

## Expositions personnelles (sélection)
- 1978 Antwerpen I.C.C., Denmark, 7.1 - 5.2.1978
- 1979 Eindhoven Bibliotheek van het Van Abbemuseum, Een dood archief in de bibliotheek, 9.11 - 9.12.1979
- 1980 Hasselt Provinciaal Museum en Provinciale Bibliotheek, Denmark, 19.9 - 9.11.1980
- 1983 Köln Lesehalle im Wallraf-Richartz-Museum, Ballast, 1.6 - 31.7.1983
- 1984 Gent Vereniging voor het Museum van Hedendaagse Kunst, Denmark, 25.5 - 30.6.1984
- 1984 Stuttgart Stadtbücherei im Wilhelmspalais, Eine tote Bibliothek, 3.9 - 30.9.1984
- 1984 Eindhoven De Fabriek, Een dode bibliotheek, 10.11 - 23.11.1984
- 1985 Liège Musée d’Art Moderne, Denmark, 19.4 - 26.5.1985
- 1986 Bruxelles Bibliotheca Wittockiana, Archives mortes de Denmark, 6.3 -28.3.1986
- 1989 Braine-l’Alleud Centre d’Art Nicolas de Staël, Archives recyclées, 11.11 - 3.12.1989
- 1991 Amsterdam Brakke Grond, Denmark, 9.2 - 10.3.1991
- 1991 Metz Galerie de l’Arsenal, Archives recyclées, objets et installations, 6.4 - 20.5.1991
- 1994 Turnhout de Warande, A quick look at art news, 7.5 - 12.6.1994
- 1994 Bremen Neues Museum Weserburg, Multum, non multa, 12.6 - 9.10.1994
- 1995 Antwerpen MUHKA, Museum van Hedendaagse Kunst Antwerpen, A Grip on News, 11.3 - 28.5.1995
- 1995 Johannesburg Market Theatre Gallery, Denmark, 26.3 - 13.4.1995
- 1996 Marne-la-Vallée Centre d’Art Contemporain, La Ferme du Buisson, Denmark, 19.1 - 3.3.1996
- 1996 Hellerup (DK) Gentofte Kunstbibliothek, Denmark, 3.8 - 31.8.1996
- 1997 Bergisch Gladbach Städtische Galerie Villa Zanders, Denmark. Eine Werkübersicht 1972-1997,7.3 - 20.4.1997
- 1997 Ludwigshafen Kunstverein, Denmark. Different kinds of reading, 30.4 - 15.6.1997
- 1997 Johannesburg Alliance Française, Denmark – Boshoff, 5.6 - 27.6.1997
- 1997 Dresden Städtische Galerie für Gegenwartskunst, Denmark. Different kinds of reading, 26.6 - 3.8.1997
- 1998 Thouars Chapelle Jeanne d’Arc, Denmark, 20.11.1998 - 17.1.1999
- 1999 Dortmund Dortmunder Kunstverein, Denmark, 22.10.1999 - 9.1.2000
- 2004 Eupen IKOB, Zerreiβprobe, 25.4 – 27.6.2004
- 2004 Mechelen De Garage, Daily Dust, 2.10 – 19.12.2004
- 2005 Antwerpen Justitiepaleis, Archief ³, 27.01 – 30.1.2005
- 2005 Morlanwelz Musée royal de Mariemont, Denmark. Archives mortes, 29.10.05 – 15.1.2006
- 2007 Leuven Campusbibliotheek Arenberg, Denmark. Containing, 10.5 – 30.6.2007
- 2008 Gent Bibliotheek Kunstwetenschappen, Une relecture, 3.11 – 19.12.2008
- 2009 Antwerpen FelixArchief, Archief vs Archief, 3.4 – 5.6.2009
- 2009 Sint-Truiden Abdij en Begijnhofkerk, Archieven, 20.8 – 31.10.2009
- 2010 Genk Bibliotheek Genk, Fake library, 27.2 – 25.4.2010
- 2010 Harelbeke Bibliotheek Harelbeke, Genadeloze boekenliefde, 16.10 – 30.11.2010
- 2010 Oostende Mu.ZEE, Kunstmuseum aan Zee, Genadeloze boekenliefde, 16.10 – 30.11.2010
- 2012 Leuven M-Museum, tegenArchieven, 8.11.2012 – 6.1.2013
- 2019 Antwerpen Fosbury & Sons, Mobile archives, 3.2 – 23.2.2019
- 2021 Genk Bibliotheek Genk, Turning pages, 16.1 – 19.6.2021
- 2021 Harelbeke Bibliothjeek Harelbeke, Marks and remarks, 2.4 – 15.5.2021
- 2021 Kemzeke Verbeke Foundation, Age of Reason, 2.5 – 31.10.2021
- 2021 Saint-Hubert Palais abbatial, Ar(t)chives, 2.6 – 17.10.2021

## Expositions collectives (sélection)
- 1977 Bruxelles Palais des Beaux-Arts, Lauréat Jeune Peinture belge 1976, 11.2 - 27.2.1977
- 1979 Bruxelles Palais des Beaux-Arts, J.P.2 /Art Actuel en Belgique et en Grande-Bretagne. Aktuele Kunst in België en Groot-Brittannië, 31.3 - 29.4.1979
- 1979 Stuttgart 2. Kunstvorstellung in Stuttgart/Europa 79, 1.10 - 26.10.1979
- 1980 Milano Palazzo della Triennale, XVI Triennale, Nuova Immagine, avril - juillet 1980
- 1980 Freiburg im Breisgau Albert-Ludwigs-Universität, Buchobjekte, 13.6 - 10.7.1980
- 1980 Antwerpen I.C.C., 1980, Jonge Belgische Kunst, 28.6 - 17.9.1980
- 1980 Paris Musée d’Art Moderne de la Ville de Paris, XIe Biennale de Paris, 20.9 - 2.11.1980
- 1984 Aachen Ehemaligen Kloster Zum guten Hirten, Grenzüberschreitungen, 21.9 - 14.10.1984
- 1985 Paris Centre Georges Pompidou (B.P.I.), Livres d’artistes, 12.6 - 7.10.1985
- 1986 Oss Jan Cunencentrum, Verover het beeld, 13.3 - 6.7.1986
- 1986 Gent Vooruit, Initiatief d’Amis, 21.6 - 7.9.1986
- 1987 Maastricht Dominikanerkerk, Art-Paper, 23.5 - 11.6.1987
- 1987 Utrecht Museum Hedendaagse Kunst, Woord & Beeld, 24.4 - 21.6.1987
- 1987 Antwerpen MUHKA, Museum van Hedendaagse Kunst Antwerpen, Inside-Outside, 12.9 - 25.11.1987
- 1990 Haarlem Vleeshalle, Antwerpen-Haarlem, 12.5 - 29.7.1990
- 1991 München Städtische Galerie im Lenbachhaus, Paradoxe des Alltags, 6.2 - 7.4.1991
- 1991 Bruxelles Centre culturel Le Botanique, Aqua Nostra, 31.5 - 28.7.1991
- 1991 Paris Musée de la Poste, Les couleurs de l’argent, 19.11.1991 - 1.2.1992
- 1992 Bergisch Gladbach Städtische Galerie Villa Zanders, Only Paper, janvier 1992
- 1992 Hornu Site du Grand-Hornu, Papiers Libres, 20.6 - 13.9.1992
- 1992 Bremen Neues Museum Weserburg, Bücher über Bücher, 13.12.1992 - 14.3.1993
- 1993 Ludwigshafen BASF-Feierabendhaus, Denkbild und Wirklichkeit, 28.2 - 22.3.1993
- 1993 Antwerpen De Nottebohmzaal, Boek en mecenaat, 8.5 - 1.8.1993
- 1997 Paris Musée National d’Art Moderne Centre Georges Pompidou, L’Empreinte, 19.2 - 12.5.1997
- 1999 Gent S.M.A.K., Stedelijk Museum voor Actuele Kunst, De Opening, 9.5 - 5.12.1999
- 2003 Eupen IKOB, Kunstsammlung IKOB, 20.6 – 6.7.2003
- 2006 Ahlen Kunstmuseum Ahlen, Diagnose (Kunst). Die Medizin im Spiegel der zeitgenössischen Kunst, 22.10.2006 – 14.1.2007
- 2010 Eindhoven Van Abbemuseum, Play Van Abbe, Deel 3, 25.9.10 – 6.2.2011
- 2012 Berlin Martin-Gropius-Bau, ARTandPRESS, 2*3.3 – 24.6.2012
- 2014 Gent Museum Dr.Guislain, Pleisterplekken. Jeugdinstellingen tussen romantiek en trauma, 22.11.2014 – 15.2.2015
- 2018 Gent Museum Dr. Guislain, Prikkels. Tussen pijn en passie, 20.10.2018 – 26.5.2019
- 2020 Eupen ikob, Museum für Zeitgenössische Kunst, Unter gewissen Umständen, 21.6 1.11.2020
- 2021 Antwerpen Coppejans Gallery, ARCHIEF 2022, 11.12.2021 - 12.2.2022

## Œuvres dans des collections publiques (sélection)
- Ahlen Kunst-Museum Ahlen
- Antwerpen Delen Private Bank
- Antwerpen M HKA, Museum Hedendaagse Kunst Antwerpen
- Provincie Antwerpen FelixArchief
- Provincie Antwerpen Katoen Natie
- Berchem FIBAC, Filips Ingrid Belgian Art Center
- Bergisch Gladbach Städtische Galerie Villa Zanders
- Bremen Museum Weserburg
- Bruxelles Bibliotheca Wittockiana
- Bruxelles Musées Royaux des Beaux-Arts de Belgique
- Brussel Vlaams Parlement
- Bruxelles ING
- Bruxelles Belfius
- Bruxelles AXA
- Eupen Museum für zeitgenössische Kunst Eupen
- Genk Bibliotheek Genk
- Gent Delen Private Bank
- Gent Museum Dr. Guislain
- Gent S.M.A.K., Stedelijk Museum voor Aktuele Kunst
- Grand-Hornu MAC's, Musée des Arts Contemporains
- Ixelles Musée d'lxelles
- La Louvière Province de Hainaut
- Leuven Centrale Bibliotheek KULeuven
- Leuven Vertrouwenscentrum Peter Adriaenssens
- Louvain-la-Neuve Amis du Musée-L UCLouvain
- Madrid ARCO Foundation Contemporary Art Collection
- Morlanwelz Musée Royal de Mariemont
- Oostende Mu.ZEE
- Oss Jan Cunencentrum
- Paris Bibliothèque Nationale
- Thouars Association S'il vous Plaît
- Zürich Ringier Publishing's Art Collection

## Catalogues
- Denmark, Internationaal Cultureel Centrum, Antwerpen, 1978
- Denmark. Een dood archief in de bibliotheek, Van Abbemuseum, Eindhoven, 1979
- Denmark, Provinciaal Museum, Hasselt, 1980
- Denmark, De Fabriek, Eindhoven, 1984
- Archives mortes de Denmark ou La bibliothèque de Babel, Bibliotheca Wittockiana, Bruxelles, 1986
- Denmark. Archives recyclées, Imschoot, Uitgevers, Gent, 1989
- Denmark, Springer & Winckler Galerie, Frankfurt am Main, 1992
- Denmark. A quick look at art news, de Warande, Turnhout, 1994
- Denmark. Multum, non multa, Neues Museum Weserburg, Bremen, 1994
- Denmark. A Grip on News 1972-1995, MUHKA, Museum van Hedendaagse Kunst Antwerpen, 1995
- Denmark. Eine Werkübersicht 1972-1995, Städtische Galerie Villa Zanders, Bergisch Gladbach, 1997
- Denmark. Different kinds of reading, Kunstverein Ludwigshafen am Rhein e.V., Kunsthaus Dresden, Städtische Galerie für Gegenwartskunst, 1997
- Denmark, Chapelle Jeanne d’Arc, Thouars, 1998-1999
- Denmark. Archives mortes, Toohcsmi, Uitgevers, Gent, 2005
- Genadeloze boekenliefde, Bibliotheek Harelbeke en Bibliotheek Mu.ZEE, Stadsbestuur Harelbeke, 2010
- Denmark, Contr’Archives 1972 – 2012, Guy & Linda Pieters Editions, (Sint-Martens-Latem), 2012